# Червонная, Светлана Михайловна
Светла́на Миха́йловна Черво́нная (7 июня 1936, Москва, СССР — 9 ноября 2020, Торунь, Польша) — советский, российский, польский искусствовед, историк, исламовед, политолог. Доктор искусствоведения (1990). Профессор (2004). Заслуженный деятель искусств Татарской АССР (1982).
В 1958 году окончила кафедру истории и теории искусства исторического факультета Московского государственного университета имени М. В. Ломоносова, затем аспирантуру Научно-исследовательского института теории и истории изобразительных искусств Академии художеств СССР. В 1963 году стала кандидатом искусствоведения за диссертацию об искусстве советской Латвии, Литвы, Эстонии. Работала в НИИ теории и истории изобразительных искусств (1963—2010), Институте этнологии и антропологии имени Н. Н. Миклухо-Маклая Российской академии наук (1991—1997), Российском институте культурологии (1998—2008). В 1990 году стала доктором искусствоведения за труд об изобразительном искусстве и архитектуре Татарстана с древнейших времён до революции. Эмигрировав в Польшу, в 2004—2015 годах работала в Университете Николая Коперника в Торуне. За долгую научную карьеру стала автором нескольких сотен трудов, монографий, книг, статей, фокусируя своё внимание на национальном искусстве, а также на проблемах постсоветского национального строительства. Скончалась в 2020 году в возрасте 84 лет.

## Биография
Светлана Михайловна Червонная родилась 7 июня 1936 года в Москве, в родильном доме Грауэрмана у Арбатской площади.
Из обыкновенной семьи, не принадлежавшей ни к дореволюционной аристократии, ни к рабочим или крестьянам. Родители познакомились в 1927 году на курорте в Евпатории, поженились в 1932 году в Москве. Отец — Михаил Александрович (урожд. Михал Мечислав Суходольский, 1898—1968), поляк, член РСДРП с 1917 года, участник Гражданской войны, кавалер ордена Красного Знамени, сотрудник народного комиссариата лёгкой промышленности СССР, затем директор Художественного фонда СССР (1944—1945), начальник управления охраны авторских прав Союза художников СССР (1945—1968). Мать — Зоя Георгиевна Любина (урожд. Морозова, 1903—1979), литовская татарка, работала машинисткой в штабе маршала М. Н. Тухачевского, затем в наркомате иностранных дел, увлекалась искусством, театром, литературой, не имея, однако, систематического высшего образования. Развелись в 1950-х годах.
В детстве проживала на Лубянской площади, затем в Кривоникольском переулке. Начало Великой Отечественной войны встретила с матерью на отдыхе в Анапе, после чего они вернулись в Москву, откуда выехали в эвакуацию сначала во Владимир, затем через Сызрань, Куйбышев и Ташкент — в Ашхабад. В Ашхабаде пошла в школу, в 1943 году вернулась вместе с семьёй в Москву, где продолжила учёбу в 71-й средней женской школе. В это время увлеклась театром, литературой, изобразительным искусством, сама рисовала и начала изучать живопись, определившись с дальнейшей профессией. Окончив школу в 1953 году с золотой медалью, поступила на кафедру истории и теории искусства исторического факультета Московского государственного университета имени М. В. Ломоносова, который закончила в 1958 году с дипломом по квалификации «историк искусства». В годы учёбы участвовала в освоении целины, проходила студенческую практику в Пскове, Новгороде, Ленинграде, Таллине, Киеве, Львове и Ужгороде, во время Всемирного фестиваля молодёжи и студентов работала стажёром-экскурсоводом в Третьяковской галерее и музее изобразительных искусств имени А. С. Пушкина, проводила экскурсии для иностранцев на немецком, французском и английском языках.
После получения образования, в 1958 году поступила на заочное отделение аспирантуры Научно-исследовательского института теории и истории изобразительных искусств Академии художеств СССР, которую окончила в 1963 году, защитив диссертацию «Монументальная скульптура советской Прибалтики» и получив учёную степень кандидата искусствоведения. Одновременно работала ответственным секретарём закупочной комиссии при Третьяковской галерее как искусствовед дирекции художественных выставок и панорам министерства культуры СССР (1958—1959), заведующей учебной частью новосозданного «народного университета» при дворце культуры завода имени Лихачёва (1959—1960). В 1963 году была принята младшим научным сотрудником в НИИ теории и истории изобразительных искусств, где трудилась в секторах истории искусства народов СССР, актуальных проблем художественной критики, проблем художественного дизайна, дослужившись до старшего, а затем и до главного научного сотрудника, а в 1967—1968 годах одновременно работала главным художником-экспертом министерства культуры РСФСР. Участвовала в работе комсомольской организации, затем стала кандидатом в члены КПСС, а потом вступила в партию, работая также внештатным инструктором отдела культуры Московского городского комитета КПСС.
В 1990 году получила степень доктора искусствоведения, защитив диссертацию «Искусство Татарии. История изобразительного искусства и зодчества с древнейших времён до 1917 года». В дальнейшем по совместительству работала в 1991—1997 годах главным научным сотрудником Центра по изучению межнациональных отношений Института этнологии и антропологии имени Н. Н. Миклухо-Маклая Российской академии наук, в 1998—2008 годах — главным научным сотрудником сектора этнической культурологии Российского института культурологии при министерстве культуры Российской Федерации. В 1994—1995 годах прошла специализацию по курсу «Ислам в Европе» в Высшей религиозной школе при Ватикане. Считая себя патриоткой Польши и будучи активным членом польского землячества Москвы, после обострения польско-российских отношений в 2004 году уехала в Польшу, получив новое гражданство. Поселившись в Торуне, в том же году поступила на кафедру этнологии и культурной антропологии факультета гуманитарных наук Университета Николая Коперника, где получила учёное звание профессора в области гуманитарных наук. Вела преподавательскую работу на факультете изящных искусств, в том числе по истории восточного искусства. После смоленской катастрофы, в 2010 году уволилась из НИИ теории и истории изобразительных искусств, где проработала 47 лет, а в 2015 году по возрасту оставила работу в Университете Коперника. В 2016 году отметила 80-летний юбилей.
Светлана Михайловна Червонная скончалась 9 ноября 2020 года в Торуне в возрасте 84 лет. Похоронена на местном Центральном коммунальном кладбище (сектор XIIID3—58, 3-й ряд, могила № 7).

## Научная работа
Член Московского союза художников с 1959 года, была также членом его ревизионной комиссии. Член Союза художников СССР с 1963 года, стала самой молодой в этом качестве, вступив в организацию в возрасте 25 лет. Член Союза художников РСФСР с 1966 года. Член Международной ассоциации искусствоведов (1991), Германского общества этнологов (1995), Польского общества исследователей Востока (2007), почётный член Польского института исследований мирового искусства (2015), почётный доктор Тбилисского университета имени И. Джавахишвили (1996) и Карачаево-Черкесского педагогического университета (2001).
Является автором множества трудов, книг, монографий и статей по истории и теории изобразительного искусства, искусству народов СССР, России, тюркской и исламской культуре. Публиковаться начала во время учёбы в университете, писала статьи по искусствоведению в различные газеты и журналы, первая статья — о белорусской графике в минской газете «Звязда» (1958), первая большая работа — о творчестве прибалтийских художников в журнале «Искусство» (1959), первая книга — буклет «Московская сатира» (1962). Участвовала в написании первого в стране вузовского учебника «История советского искусства. Живопись, скульптура, графика» (1968) в двух томах, подготовила материалов для пяти томов девятитомного издания «История искусства народов СССР» (1971—1984) Б. В. Веймарна, выступила автором монографии «Живопись автономных республик РСФСР» (1978).
В 1960—1980-х годах в отношениях с властью выступала с позиций конформизма, следовала идеологическим установкам при описании художественной жизни и сталкивалась с негласной цензурой. По собственным словам, писала «правильно» в книгах и статьях, считая, что человек должен жить «по законам своего времени», так как «писала свои работы для печати, иначе не видела никакого смысла их писать». В дальнейшем сосредоточилась на межэтнических отношениях, положении национальных меньшинств в различных странах, выступала защитником прав человека, исследовала национальные движения народов России и Восточной Европы, в частности, одну из таких своих работ написала о «Саюдисе».
Большое внимание уделяла историческим судьбам и культуре народов тюрко-исламской, финно-угорской, балтской общностей, в частности, в ряде работ затрагивала вопросы татарского, чувашского, литовского искусства, в том числе эмигрантского, а также искусства крымских и литовских татар. Обратила свой взгляд и в сторону исследования мусульманской архитектуры, в частности, выпустила обширную монографию «Современная мечеть. Отечественный и мировой опыт Новейшего времени» (2016). Активно занималась популяризацией культуры татар Европы, в частности, организовала при Университете Коперника центр изучения татарской книги.
Значительную часть научной деятельности посвятила исследованию татарского изобразительного искусства, проявив себя своего рода первопроходцем и новатором в этой области, подготовив ряд работ, не потерявших своей актуальности. Такие труды, как «Художники Советской Татарии. Биографический справочник» (1975), «Искусство Советской Татарии. Живопись. Скульптура. Графика» (1978), «Художники Советской Татарии. Мастера изобразительного искусства Союза художников ТАССР» (1984), «Искусство Татарии. История изобразительного искусства и архитектуры с древнейших времён до 1917 года» (1987), являются уникальными и фактически единственными образцами в области систематизации и анализа творчества профессиональных живописцев, скульпторов, графиков, специалистов в области оформительского и декоративно-прикладного искусства республики.
Не отделяя искусство от политики, интересовалась также политологией, выпустила такие труды, как «Абхазия — 1992: постокоммунистическая Вандея» (1993), «Конфликт на Кавказе. Грузия, Абхазия и российская тень» (1994), «Тюркский мир Юго-Восточной Европы. Крым — Северный Кавказ» (2000). Активно участвовала в борьбе крымскотатарского народа за свою историческую родину, издала четырёхтомник «Крымскотатарское национальное движение» (1992—1996), ставший первым подробным изданием на тему национального самосознания крымских татар, также выпустила фундаментальный труд «Искусство татарского Крыма» (1995). Сведения о национальном движении начала собирать с 1950-х годов, в дальнейшем принимала участие в курултаях крымскотатарского народа, была лично знакома с лидером крымских татар М. Джемилевым, написала его биографию, поддерживала непрерывную связь с Крымом.
Констатируя возрождение национальной жизни не только в бывших союзных республиках, но и в национальных регионах России после распада СССР, отмечала, что пока рано подводить черту под имперско-советским наследием, так как оно ещё может напомнить о себе, что и произошло в дальнейшем. В частности, интерес к Крыму у Червонной лишь усилился после его аннексии Россией, а этим событиям она посвятила одно из своих изданий. В свои очередь, критики обвиняли политические труды Червонной в «тенденциозности», «антироссийской риторике», «нечистоплотности», «передергиваниях» и «подтасовках фактов», характеризовали её как «известную своими пасквилями».

## Личная жизнь
В юности встречалась с Игорем Светловым, сыном искусствоведа С. С. Валериус и пасынком скульптора Е. В. Вучетича. Родители Светлова разлучили его с Червонной насильно из-за «непозволительных отношений» с точки зрения укрепления своей репутации. Замуж вышла за однокурсника по университету Николая Григоровича. Сын — Дмитрий (р. 1956). Увлекалась шахматами. Писала дневники, которые затем передала в центр «Восточная Европа» Бременского университета. В 2020 году выпустила книгу воспоминаний, представляющую собой мемуары о научной и творческой жизни XX века. Архив хранится в Университете Коперника.

## Награды
- Почётное звание «Заслуженный деятель искусств Татарской АССР» (1982)[53], медали[1].